# Бражайте, Гинтаре
Ги́нтаре Бража́йте (лит. Gintarė Bražaitė; род. 19 августа 1992, Литва) — литовская тяжелоатлетка, выступающая в весовой категории до 71 кг. Участница чемпионатов мира и Европы.

## Биография
Гинтаре Бражайте родилась 19 августа 1992 года.

## Карьера
Гинтаре Бражайте участвовала на проходившем на Кипре чемпионате Европы до 23 лет в ноябре 2014 года в весовой категории до 75 килограммов. Литовская тяжелоатлетка подняла в сумме двух упражнений 201 килограмм и стала пятой.
В следующем году она вновь участвовала на чемпионате Европы до 23 лет. Турнир проходил в Литве, и в категории до 75 килограммов Гинтаре Бражайте подняла 210 килограммов, уступив только россиянке Ляйсан Махияновой и завоевав серебряную медаль.
В 2019 году Гинтаре Бражайте участвовала на взрослом чемпионате мира в Паттайе в новой весовой категории до 71 кг. Литовка заняла 11-е место в упражнении «рывок», подняв 90 килограммов; а затем стала 12-й в толчке, подняв 110 кг. С итоговым результатом 220 кг Бражайте заняла тринадцатое место.
Бражайте представляла Литву на чемпионате Европы в Москве в апреле 2021 года в весовой категории до 71 килограмма.